# Josef Beran
Josef Beran, češki rimskokatoliški duhovnik, škof in kardinal, * 29. december 1888, Plzeň, † 17. maj 1969, Rim.

## Življenjepis
10. junija 1911 je prejel duhovniško posvečenje.
4. novembra 1946 je bil imenovan za nadškofa Prage in 8. decembra istega leta je prejel škofovsko posvečenje.
22. februarja 1965 je bil povzdignjen v kardinala in imenovan za kardinal-duhovnika S. Croce in via Flaminia. Dovoljenje češkoslovaških oblasti za njegov za odhod v Rim, kjer je prejel kardinalske časti, je bilo enosmerno, saj se ni smel več vrniti v domovino. Pokopan je bil v kripti bazilike Sv. Petra v Rimu kot edini nepapež.